# Rivière Burton
Pour les articles homonymes, voir Burton.
La Rivière Burton est un affluent de la rivière Ouareau, coulant sur la rive nord du fleuve Saint-Laurent, au Québec, au Canada. Cette rivière traverse les municipalités régionales de comté (MRC) de :
- MRC des Pays-d'en-Haut (région administrative des Laurentides : municipalité de Sainte-Marguerite-du-Lac-Masson
- MRC de Matawinie (région administrative de Lanaudière) : municipalités d’Entrelacs et de Chertsey.

Le cours de la rivière coule dans une petite vallée forestière. Son cours traverse les lacs Fidèle, Vivi et Dupuis, et passe dans le village de Saint-Théodore.

## Géographie
La Rivière Burton prend sa source à l'embouchure du lac Racette (longueur : 0,3 km ; altitude : 377 m), situé dans Sainte-Marguerite-du-Lac-Masson.
L'embouchure de ce lac est situé au sud-est du lac, soit à 1,3 km au sud-est du lac des Îles, à 3,9 km au nord-est du Lac Masson et à 11,3 km à l'ouest de la confluence de la rivière Burton.
À partir de l'embouchure du lac Racette, la Rivière Burton coule sur 16,9 km, selon les segments suivants : 
- 1,5 km vers le sud-est dans Sainte-Marguerite-du-Lac-Masson en traversant un marais, puis vers le nord-est jusqu’à la limite de la municipalité de Chertsey ;
- 0,4 km dans Chertsey vers le nord, jusqu’à la limite d’Entrelacs, soit la partie sud du lac Fidèle lequel chevauche les deux municipalités ;
- 0,7 km vers le nord-est en traversant le lac Fidèle (altitude : 352 km), jusqu’à son embouchure située à la limite de Chertsey ;
- 1,8 km vers le sud-est dans Chertsey, jusqu’au pont du Chemin de Chertsey ;
- 2,6 km vers l’est, jusqu’à la décharge du lac Désert (venant du nord) ;
- 2,5 km vers le sud-est, jusqu’à la décharge (venant du sud-ouest) d’un ensemble de lacs (Mooney, Hearsey, Ashton, Burton et Colette) ;
- 2,1 km vers le sud-est, en traversant le lac Vivi (altitude : 243 m) et en passant au sud-est du village de Saint-Théodore, jusqu’au pont de la route 125 ;
- 1,7 km vers le nord-est, en traversant le lac Dupuis (longueur : 0,5 km ; altitude : 214 m) situé au cœur du village de Saint-Théodore, jusqu’à décharge (venant du nord) du lac Diamant ;
- 3,6 km vers l'est en recueillant les eaux de la décharge (venant du sud) du lac des Pins, jusqu'à la confluence de la rivière[2].

La rivière Burton se déverse dans un coude de rivière sur la rive ouest de la rivière Ouareau laquelle descend vers le sud-est jusqu'à la rive nord de la rivière L'Assomption. Cette confluence est située à :
- 2,9 km au sud du sommet de la « Montagne à Miron » ;
- 0,5 km au nord-ouest de la limite de Rawdon ;
- 10,5 km à l'ouest du centre du village de Rawdon.

## Toponymie
Le terme Burton réfère à un patronyme de famille d'origine anglaise.
Le toponyme rivière Burton a été officialisé le 5 décembre 1968 à la Commission de toponymie du Québec.